# 伊尼亞齊奧·馬里諾
伊尼亞齊奧·馬里諾（Ignazio Marino，1955年3月10日—）是一名意大利醫生、政治人物，前羅馬市長，隸屬中間偏左的民主黨。畢業於聖心天主教大學醫學院，並且曾經先後在劍橋大學和匹茲堡大學接受醫學移植訓練。2015年因為市長開支醜聞而辭去市長一職。